# Niederösterreichische Landesausstellung 2009

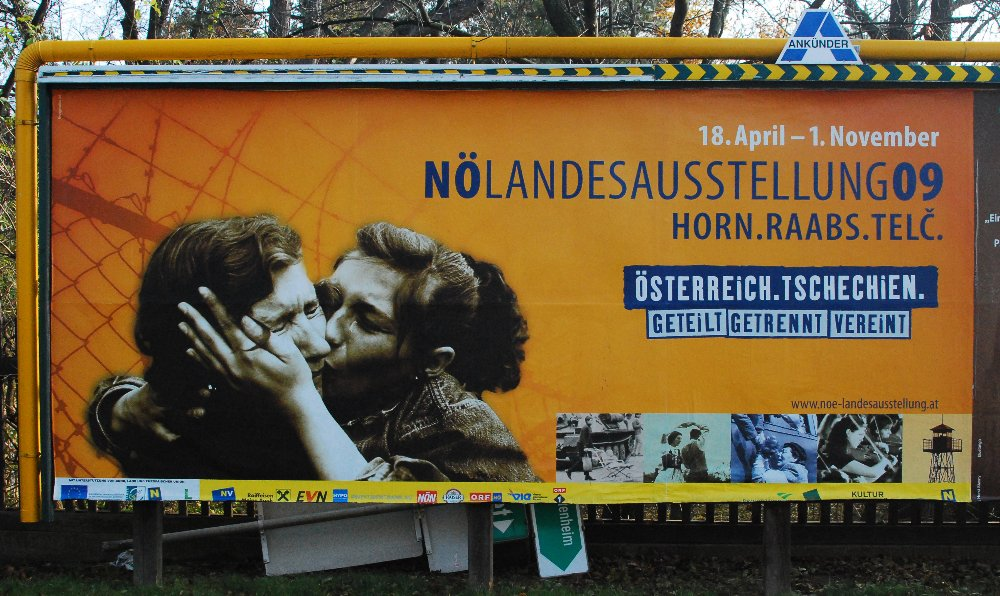
Werbeplakat für die Niederösterreichische Landesausstellung 2009

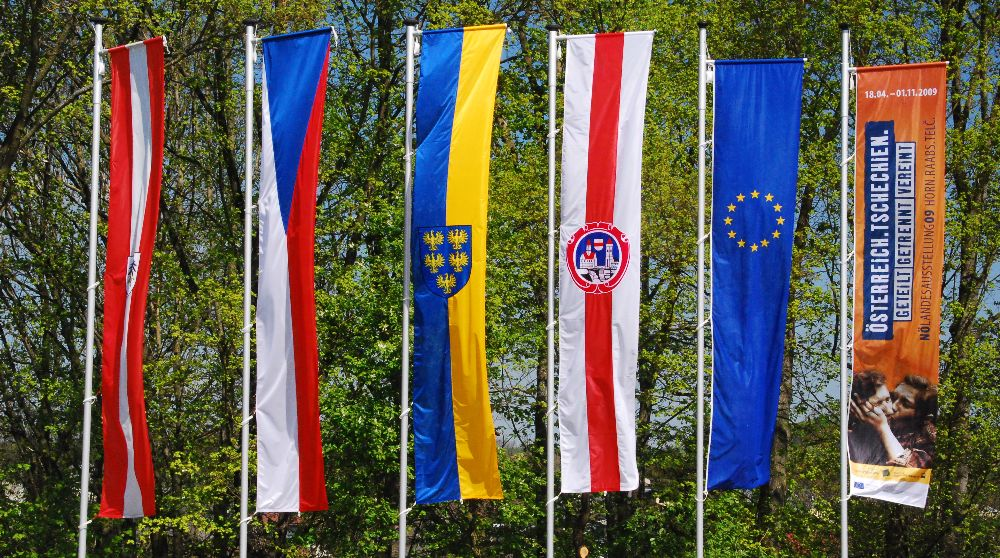
Raabs an der Thaya – Flaggenschmuck

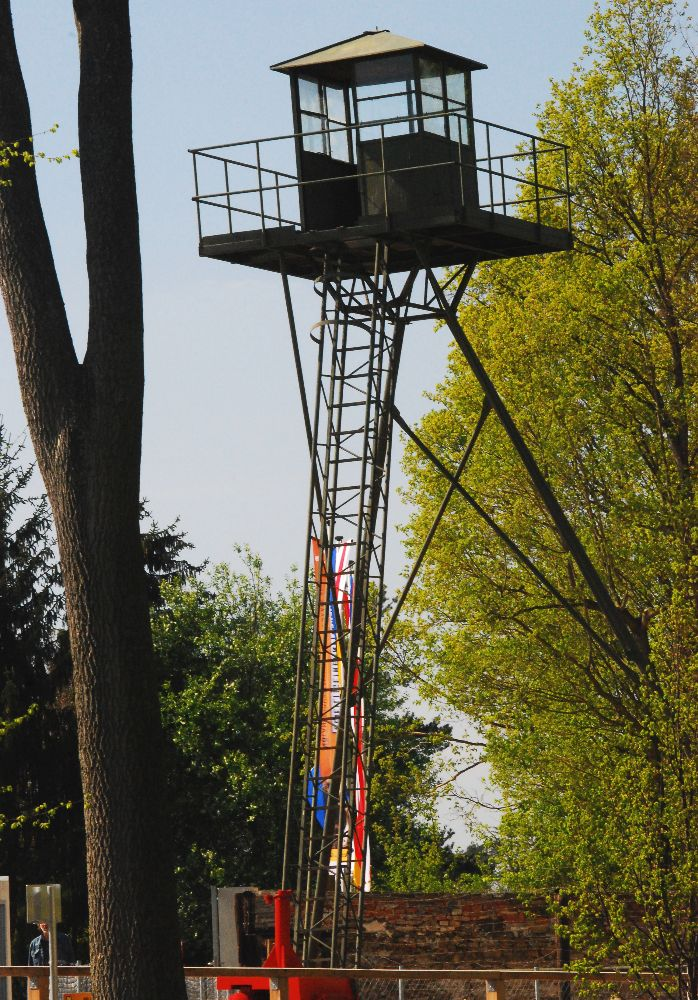
Raabs an der Thaya – Wachtturm als Ausstellungsobjekt

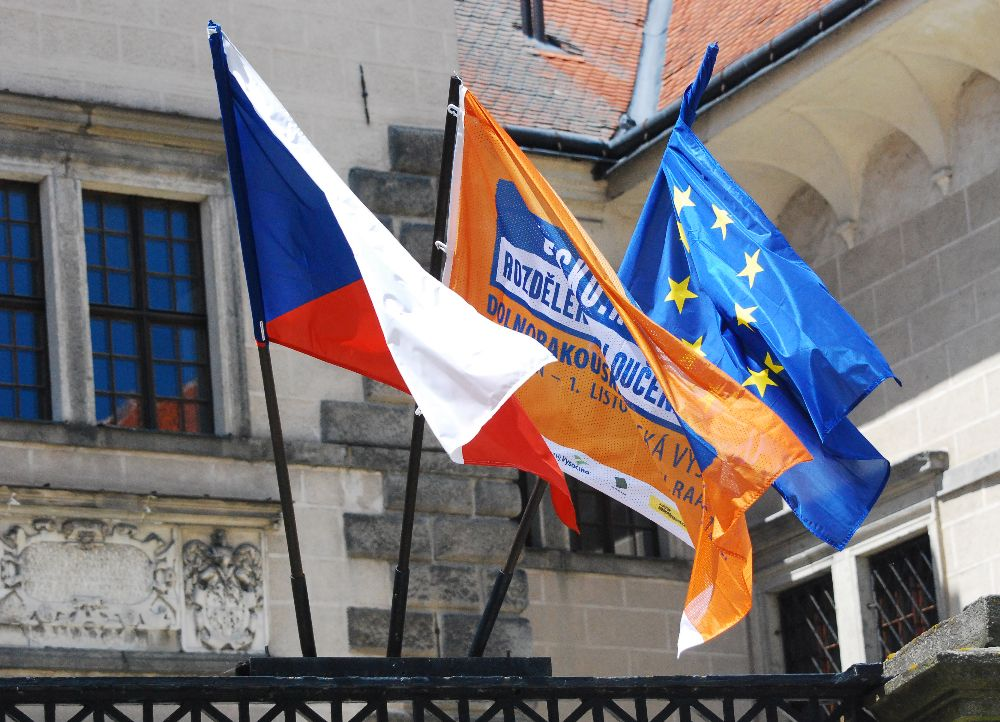
Telč – Fahnen am Schlosseingang

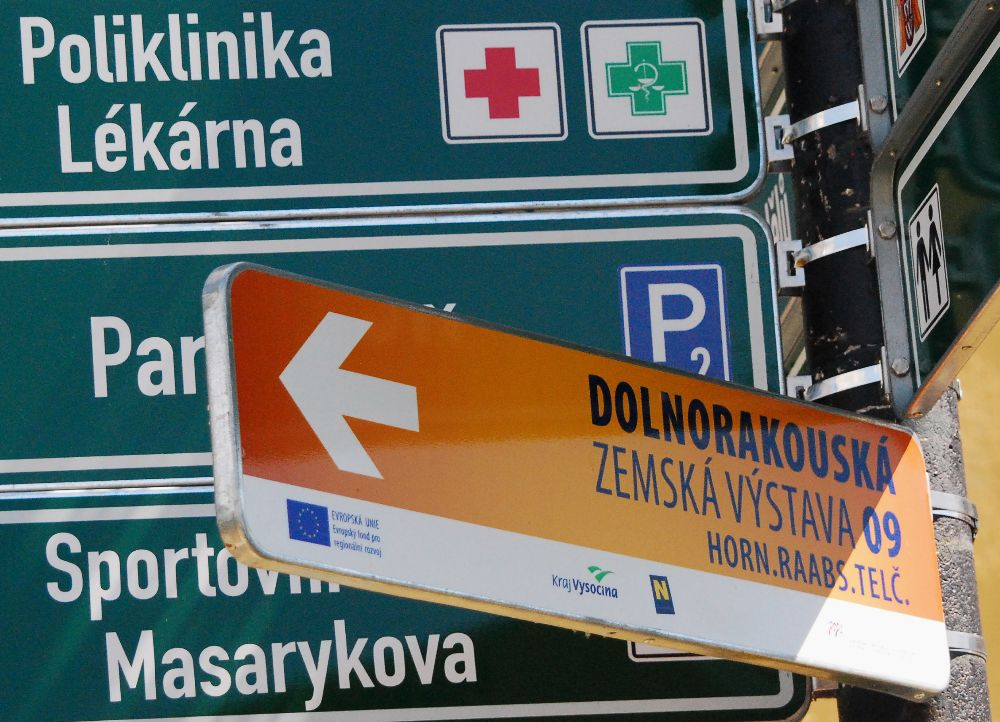
Telč – Wegweiser zur Niederösterreichischen Landesausstellung 2009

Unter dem Titel Österreich. Tschechien. geteilt – getrennt – vereint fand im Jahr 2009 die erste Niederösterreichische Landesausstellung mit einem Ausstellungsort im Ausland, nämlich in Tschechien, statt.

## Anlass
Anlass für die Landesausstellung „Österreich. Tschechien. geteilt – getrennt – vereint“ war das 20-jährige Jubiläum des Falles des Eisernen Vorhanges. Dargestellt werden sollte die wechselhafte Geschichte unter einem gemeinsamen Landesherrn (Donaumonarchie) beziehungsweise unter jeweils eigenen Regierungen der beiden Nachbarstaaten Österreich und Tschechoslowakei beziehungsweise Tschechien.

## Standorte und Themen
Bereits mehrfach wurden Niederösterreichische Landesausstellungen thematisch geteilt an verschiedenen Ausstellungsorten veranstaltet. 2009 allerdings lag erstmals einer der Schauplätze im Ausland.

### Horn
Ausstellungsort in Horn war das Kunsthaus Horn, aufgezeigt wurde hier die Geschichte der teils gemeinsam und teils getrennt regierten Staaten. Die über 430 Jahre, in denen Teile des heutigen Österreichs und Tschechiens sich einen gemeinsamen Landesherrn (1254–1276 Přemysl Otakar und Habsburger 1306–1307, 1437–1457 und 1526–1918) geteilt hatten, wurden im ersten Raum zusammengefasst. Der Schwerpunkt lag jedoch auf dem 20. Jahrhundert: Es wurden zwei Handlungsstränge dargestellt, jener von Österreich und jener von Tschechien, und dies jeweils durch bauliche Maßnahmen veranschaulicht. Je nach politischer Situation vereinigten oder trennten sich die Darstellungsstränge. 1918 hatten sich die Wege „geteilt“', es wurden die politischen Probleme der 1. österreichischen Republik und die zunehmende politische Radikalisierung dargestellt. Der tschechische Weg stellte sich erfreulicher dar, die Tschechoslowakei hatte sich zu einem demokratischen, wirtschaftlich gefestigten Staat entwickeln können. Doch auch hier war, vor allem im Zusammenhang mit der Frage der Sudetendeutschen (Henlein-Bewegung) und dem Spannungsverhältnis zu Hitler, eine zunehmende Spaltung und Radikalisierung eingetreten. 1938 erfolgte der Anschluss Österreichs an das nationalsozialistische Deutschland, das den tschechischen Landesteil der Tschechoslowakei 1939 besetzt hatte, so dass beide Länder gemeinsam unter nationalsozialistische Repression gerieten. Mit dem Kriegsende 1945 hatten sich die Wege wieder geteilt, Österreich hatte sich zu einem florierenden, demokratischen Staat entwickeln können, während die Tschechoslowakei in den sowjetischen Einflussbereich geraten war. Mit Errichtung des Eisernen Vorhangs, der an der Grenze der zwei weltanschaulichen Systeme mitten durch Europa verlief, waren die beiden Länder „getrennt“ worden, gewissermaßen hermetisch voneinander abgeschottet. Der Weg Österreichs hatte die Entwicklung eines österreichischen Nationalbewusstseins (basierend u. a. auf sportlichen Erfolgen) und zunehmenden Wohlstand gebracht. Die Tschechoslowakei betreffend stellte die Ausstellung die zwangsweise Wandlung der Gesellschaft im kommunistischen System, die Vertreibung der deutschsprachigen Bevölkerung, den Prager Frühling, die Niederschlagung desselben und die nachfolgende Periode der „Normalisierung“ dar. Mit dem Fall des Eisernen Vorhangs 1989 hatten sich die Wege wieder getroffen. Nach dem Beitritt Österreichs und Tschechiens zur Europäische Union (EU) waren beide Länder nunmehr wieder unter diesem gemeinsamen Dach „vereint“. Symbolisch wurde dies im letzten Raum anhand von zwischen Österreichern und Tschechinnen geschlossenen Ehen veranschaulicht.

### Raabs an der Thaya
Im Pfarrhof von Raabs, dem so genannten Lindenhof, bildeten vor allem die Grenze und das Leben an der Grenze den Hauptschwerpunkt. Österreich heißt auf Tschechisch Rakousko, was wörtlich übersetzt so viel wie Land hinter Raabs bedeutet, weshalb sich Raabs als Standort für das Thema Grenze anbot. Behandelt wurde nicht nur die physische Grenze, deren Festlegung, Markierung, Vermessung und Verlauf, die Sicherungsanlagen des Eisernen Vorhangs sowie die Formalitäten beim Übertritt, sondern auch „Grenze“ im übertragenen Sinn. Gemeint sind damit verschiedene Ideologien, Nationalismen, Symbole, Sprachen und Kulturen. Es wurde gezeigt, dass der Adel und die Künstler bis ins 19. Jahrhundert zwischen Österreich und Böhmen keine Grenze bewusst wahrgenommen hatten, vielmehr hatte es sich um einen gemeinsamen Kulturraum gehandelt. Erst der aufkeimende Nationalismus im 19. Jahrhundert hatte eine Spaltung hervorgerufen, die im 20. Jahrhundert in der Abschottung der totalitären Regime der Warschauer-Pakt-Staaten gipfelte. Die Lebensumstände an der „toten Grenze“, den Grenzgebieten auf beiden Seiten des Eisernen Vorhangs wurden behandelt, wie ebenso die Überwindung der Grenze Ende des 20. Jahrhunderts und die damit verbundenen Hoffnungen und Ängste.

### Telč
Die UNESCO-Welterbe-Stadt Telč in der Vysočina diente als dritter Standort der Landesausstellung. Innerhalb von Telč war die Ausstellung wiederum auf drei Orte verteilt.
Im Maßhaus, der Eingangshalle des Rathauses, bekam man eine Einführung in die Landesausstellung und die in Telč behandelten Themen präsentiert.
In Schloss Telč wurde die gemeinsame Kultur im niederösterreichisch-tschechischen Grenzgebiet anhand bekannter Schlösser, Klöster und Stifte ebenso dargestellt wie prominente Kulturschaffende aus den beiden Staaten. Angeführt seinen hier Gustav Mahler, Josef Hoffmann, Josef Florian, Bohuslav Reynek und Robert Hamerling. Vorgestellt wurde aber auch die einfache Volkskultur in Form der ständigen Schau des Museums der Region Vysočina.
Im ehemaligen Feuerwehrhaus (Hasičský dům) auf dem Hauptplatz von Telč wurde die Kultur des 20. Jahrhunderts behandelt. Eine Seite des langgestreckten Raumes war der österreichischen, die andere der tschechischen gewidmet. Historische Beschreibungen wechselten jeweils mit der Darstellung bekannter Persönlichkeiten aus beiden Staaten sowie mit Exponaten ab.

## Geschichte
Für die Ausrichtung der niederösterreichischen Landesausstellung 2009 hatten sich folgende Orte beworben: Rappottenstein, die Wachaugemeinden, Pöggstall, die Region Thayatal und Horn. In Horn hatte ein Komitee bestehend aus Horner Honoratioren ein Ausstellungskonzept unter dem Titel „Utopien & Visionen – Der Traum vom besseren Leben“ ausgearbeitet, angeregt durch die Utopie „Stadt im Traume“ des Altenburger Advokaten Leopold Paur. Am 24. Mai 2006 entschied Landeshauptmann Pröll für Horn, teilte aber mit, dass das Ausstellungsthema die gemeinsame Geschichte Österreichs und Tschechiens betreffen werde. Im Herbst 2006 wurde der Leiter des Ludwig-Boltzmann-Instituts für Kriegsfolgen-Forschung Stefan Karner zum Ausstellungskurator bestellt, gemeinsam mit Michal Stehlík, dem Dekan der Geisteswissenschaftlichen Fakultät der Karls-Universität Prag.
Ausgehend vom 20-jährigen Jubiläum des Falles des Eisernen Vorhangs zwischen Österreich und der damaligen CSSR entstand die Idee einer Ausstellung, welche die gemeinsame Geschichte der beiden Staaten präsentieren sollte. Unter dem Arbeitstitel „Im Herzen Europas“ wurde diese Idee weiterverfolgt und schließlich am 22. November 2006 in Raabs ein Vertrag über die Zusammenarbeit geschlossen.
Eröffnet wurde die Niederösterreichische Landesausstellung Österreich. Tschechien. geteilt – getrennt – vereint am 17. April 2009 zunächst in Horn (10 Uhr), anschließend in Raabs an der Thaya (13 Uhr) und zuletzt auch in Telč (17 Uhr). Ab dem 18. April war sie bis zum 1. November 2009 für die Bevölkerung zugänglich.
Für den Standort Raabs hatte anfänglich der Besitzer von Burg Raabs eine Kampagne initiiert, doch als dann die Entscheidung für Raabs als Ausstellungsort gefallen war, scheiterten die Verhandlungen zwischen ihm und dem Geschäftsführer der Landesausstellungen. Glücklicherweise konnte mit dem ehemaligen Pfarrhof, dem sog. Lindenhof, rasch ein geeigneter Standort gefunden werden.
Seit der Landesausstellung wird der Lindenhof als Zweigstelle des Ludwig Boltzmann-Instituts für Kriegsfolgen-Forschung genutzt.

### Besucherzahlen
- 22. Mai 2009: Seit der Eröffnung besuchten rund 60.000 Besucher die Landesausstellung.[6]
- 17. Juni 2009: In Horn wurde der 100.000. Besucher begrüßt.[7]
- 14. Juli 2009: Der 150.000. Besucher wurde begrüßt.[1]
- 25. August: In Raabs wurde der 200.000. Besucher begrüßt.[8]
- 28. September: In Telč wurde die 300.000. Besucherin begrüßt.[9]

Durchschnittlich wurde die Niederösterreichische Landesausstellung 2009 täglich von rund 1.750 Gästen besucht, von denen laut einer durchgeführten Befragung
- 98 Prozent die Ausstellung weiterempfehlen wollten,
- 95 Prozent die Ausstellung als „sehr gut“ oder „gut“ bewerteten und rund
- ¾ der Besucher alle drei Standorte bereits besucht hatten beziehungsweise deren Besuch vorhatten.
- 49 Prozent der Besucher besuchten auch weitere Sehenswürdigkeiten[8]

Die zwischen den drei Ausstellungsorten verkehrenden Shuttlebusse transportierten im Tagesdurchschnitt 1.800 Fahrgäste.

## Ausstellungsobjekte
Prominentestes Ausstellungsobjekt der Niederösterreichischen Landesausstellung 2009 war eine Nachbildung der Wenzelskrone aus dem Prager Domschatz, die üblicherweise in der Prager Burg zu besichtigen ist. Ihre vorübergehende Übersiedlung in das Kunsthaus Horn wurde bei einem Treffen zwischen dem niederösterreichischen Landeshauptmann Erwin Pröll und dem tschechischen Staatspräsidenten Václav Klaus vereinbart. Gemeinsam mit weiteren Funeralinsignien (Krone des Heiligen Römischen Reiches, Szepter, Reichsapfel) traf sie am 7. April 2009 in Horn ein.
Ebenfalls ausgestellt wurden die Beitrittsverträge Österreichs (1994) sowie der Tschechischen Republik (2003) zur Europäischen Union.
Zusätzlich führte das Ludwig Boltzmann Institut für Kriegsfolgenforschung mit Unterstützung des ORF-Landesstudio Niederösterreich seit Mai 2008 eine Sammelaktion durch, bei der für die Landesausstellung interessante Gegenstände, Fotos und Dokumente gesucht wurden. Bis Dezember 2008 wurden bereits rund 1.000 verschiedenste Exponate gemeldet.
Von einer tschechischen Staatsbürgerin wurde im Rahmen dieser Suchaktion ein Reisepass zur Verfügung gestellt, der einen Sichtvermerk von Rudolf Kirchschläger, dem österreichischen Botschafter in der Tschechoslowakei beinhaltet. Ein solches Visum ermöglichte nach der Niederschlagung des Prager Frühlings im Jahr 1968 zehntausenden tschechoslowakischen Staatsbürgern die Einreise nach Österreich und wurde von Rudolf Kirchschläger entgegen einer Weisung des österreichischen Außenministeriums erteilt.
Im ursprünglichen Ausstellungskonzept waren persönliche Erinnerungsstücke nur in Horn zu sehen, wegen des großen Interesses der Besucher an diesen Dingen wurden ab Juni 2009 solche Gegenstände auch in Raabs an der Thaya gezeigt.

## In der Region
Während der Vorbereitungszeit der Niederösterreichischen Landesausstellung investierte das Land Niederösterreich rund 22 Millionen Euro in die Infrastruktur der Region und hier vor allem in die Ausstellungsorte Horn und Raabs an der Thaya.
In Raabs etwa wurden um etwa 6 Millionen Euro der Lindenhof und der Schüttkasten restauriert, die künftig von den Thayaland-Gemeinden als Veranstaltungszentrum genutzt werden können, und verschiedene Infrastrukturmaßnahmen, wie die Schaffung von Parkplätzen, getroffen.
In Horn wurden die Um- und Neugestaltung des Höbarthmuseums, die Sanierung des 1937 errichteten Piaristenstegs über die Taffa und die Umgestaltung der Innenstadt finanziell unterstützt.
Neben den Ausstellungsstandorten in Horn und Raabs wurden auch zahlreiche andere Gebäude restauriert.
Mit rund 700 begleitenden Aktionen versuchte die Region die durch das Zugpferd Landesausstellung angelockten Gäste längerfristig als Touristen zu gewinnen und so langfristig wirtschaftlichen Nutzen zu ziehen. Zu dem Rahmenprogramm gehörten aber auch grenzüberschreitende Kultur-, Jugend- und Schulprojekte, um über die Staats- und Sprachgrenze hinweg neue Freundschaften zu fördern. Zu den Veranstaltungen in der Region gehörten unter anderem eine Flugschau auf dem Flugplatz von Dobersberg oder ein Drachenbootrennen auf der Thaya in Raabs.
Zu den vorbereitenden Maßnahmen für die Landesausstellung gehörte aber auch der Ausbau der Landesstraße zwischen Dobersberg und dem Grenzübergang Fratres.
Während der Landesausstellung konnten der Waldviertel-Tourismus ebenso wie die regionalen Gastronomiebetriebe eine Steigerung von rund 50 Prozent verzeichnen. Im Raum Horn etwa stiegen die Nächtigungszahlen um rund 60 Prozent.

## In den Medien
Neben Berichten in Zeitungen wurde die Niederösterreichische Landesausstellung Österreich. Tschechien. geteilt – getrennt – vereint auch in zwei TV-Produktionen behandelt.
- Die österreichische Regisseurin Romana Casata gestaltete für 3sat die Dokumentation „Geteilt – getrennt – vereint“ mit Geschichten von Bewohnern der Grenzregion über das Leben an und mit der Grenze. Im Juni 2009 wurde diese Dokumentation sowohl in 3sat als auch im ORF ausgestrahlt.[19]
- Der österreichische Regisseur Kurt Mündl gestaltete für ORF Niederösterreich ein Österreich-Bild am Sonntag unter dem Titel „Alte Nachbarn im neuen Europa“, welches im September 2009 ausgestrahlt wurde.[20]

Ein Thema war die Landesausstellung zumindest auch im deutschsprachigen Webauftritt von Radio Praha.
Kurz vor dem Ende der Niederösterreichischen Landesausstellung präsentierte das Ludwig Boltzmann-Institut für Kriegsforschung als Band 13 seiner Veröffentlichungen das Buch „Österreich. Tschechien. geteilt – getrennt – vereint“ ISBN 978-3-901661-28-0 als „Nachlese“ für Interessierte, der offizielle Ausstellungskatalog hingegen war bereits vor dem Ende der Ausstellung vergriffen.

## Schlussbilanz
Laut der nach dem Ende der Landesausstellung veröffentlichten Schlussbilanz wurde die Ausstellung von 405.192 Menschen besucht und war damit die zweiterfolgreichste Niederösterreichische Landesausstellung überhaupt.
In die Region wurden insgesamt rund 36,8 Millionen Euro, davon rund 22,5 Millionen vom Land Niederösterreich investiert. Einer Studie zufolge sorgten die Besucher der Ausstellung, bei denen es sich bei etwa 76 Prozent um Tagesausflügler und den restlichen um Nächtigungsgäste handelte, für rund 16,4 Millionen Euro Umsatz und ein Übernachtungsplus von rund 30 Prozent.
Knapp mehr als die Hälfte aller Besucher der Ausstellung (rund 52 Prozent) stammten aus Niederösterreich, rund 30 Prozent aus Wien und etwa 10 Prozent aus Tschechien.